# Asthena albulata
Asthena albulata és una espècie de lepidòpter ditrisi de la família Geometridae. És coneguda a tot Europa i també és present al Pròxim Orient.

## Característiques
L'envergadura és de 14–18 mm. El color de fons de les ales és blanc, amb aspecte sedós. Hi ha línies fines de color marró a les quatre ales i una fila de punts negres al llarg dels dos costats.

## Història natural
Hi ha dues generacions anuals amb adults entre mitjan abril i agost. Les larves s'alimenten de Corylus avellana, Betula i de vegades de Carpinus betulus. Les larves es poden trobar de maig a setembre. Hiberna com una pupa.